# Ciliocincta julini
Ciliocincta julini är en djurart som först beskrevs av Caullery och Mesnil 1899. Ciliocincta julini ingår i släktet Ciliocincta, och familjen Rhopaluridae. Inga underarter finns listade i Catalogue of Life.